# كارلا باومان
كارلا باومان (بالإنجليزية: Carla Baumann)‏ هي عارضة أمريكية، ولدت في 2 ديسمبر 1987 في هويتاون في الولايات المتحدة.